# Бронниковская волость
Бронниковская волость — низшая административно-территориальная единица (волость) в Тобольском уезде Тобольской губернии Российской Империи, РСФСР. Волостной центр — село Бронниковское. Ныне территория
Тобольского района Тюменской области России.

## География
Главная река и географическая доминанта волости — Иртыш.

## История
В 1788, 1893 годах входила в состав Тобольского уезда.

## Состав
- Абрамова, д.
- Анисимова, д.
- Аремзянская, д.
- Бабандина, д.
- Балуева, д.
- Бронниковское, с.
- Башкова, д.
- Варогушина, д.
- Верхне-Филатова, д.
- Верхне-Шестакова, д.
- Веснина, д.
- Винокурова, д.
- Волчина, д.
- Выходцева, д.
- Горбунова, д.
- Денисова, д.
- Дурынина, д.
- Еловка, д.
- Жимородская, д.
- Завальная, д.
- Замощикова, д.
- Защитина, д.
- Зоркольцева, д.
- Клепалова, д.
- Козлова, д.
- Кондрахина, д.
- Косинцева, д.
- Ломаева, д.
- Мало- Шестакова, д.
- Мало-Зоркольцева, д.
- Мамохвалова, д.
- Маркова, д.
- Медведчикова, д.
- Нижне-Филатова, д.
- Ново-Дорожная, д.
- Огрызкова, д.
- Панова, д.
- Панушкова, д.
- Потапова, д.
- Почекунина, д.
- Пригород, д.
- Редкина, д.
- Савина , д.
- Селькова, д.
- Серюкова, д.
- Смарна, д.
- Соколова, д.
- Сузгунский-Каштал, д.
- Толмачева, д.
- Тренина, д.
- Тычинская, д.
- Черноногова, д.
- Чечигина, д.